# نهر شينغو
نهر شينغو ((بالبرتغالية: Rio Xingu‏)؛ تلفظ برتغالي: ‎/ʃĩˈɡu/‏ )هو نهر في شمال البرازيل مساحته تصل 1,640 كيلومتر (1,019 ميل). وهو أحد روافد جنوب شرق نهر الأمازون وواحد من أكبر أنهار المياه الصافية في حوض الأمازون، يمثل حوالي 5 ٪ من مياهه.

## الوصف والتاريخ
تم إنشاء أول حديقة للسكان الأصليين في البرازيل في حوض النهر من قبل الحكومة البرازيلية في أوائل الستينيات. تمثل هذه الحديقة أول إقليم للسكان الأصليين تعترف به الحكومة البرازيلية وكانت أكبر محمية للسكان الأصليين في العالم في تاريخ إنشائها. في الوقت الحالي، تعيش أربع عشرة قبيلة داخل حديقة شينغو للسكان الأصليين، وتعيش على الموارد الطبيعية وتستخرج من النهر معظم ما تحتاجه من الطعام والماء.
تقوم الحكومة البرازيلية ببناء سد بيلو مونتي، الذي سيكون ثالث أكبر سد للطاقة الكهرومائية في العالم، على نهر شينغو السفلي. يتعرض بناء هذا السد للطعن القانوني من قبل البيئة ومجموعات السكان الأصليين، الذين يؤكدون أن السد سيكون له آثار بيئية واجتماعية سلبية إلى جانب تقليل التدفق بنسبة تصل إلى 80٪ على امتداد 100 كيلومتر (60 ميل) يُعرف باسم فولتا غراندي («بيج بيند»). تدفق النهر في هذا الامتداد معقد للغاية ويشمل أقسامًا رئيسية من المنحدرات. تم توثيق أكثر من 450 نوعًا من الأسماك في حوض نهر زينغو ويقدر أن المجموع يبلغ حوالي 600 نوع من الأسماك، بما في ذلك العديد من الأنواع المستوطنة. يُعرف ما لا يقل عن 193 نوعًا من الأسماك تعيش في المنحدرات من زينغو السفلي، وما لا يقل عن 26 نوعًا منها مستوطنة. من عام 2008 إلى عام 2018 وحده، تم وصف 24 نوعًا جديدًا من الأسماك من النهر. العديد من الأنواع مهددة بشكل خطير من قبل السد، مما سيغير بشكل كبير التدفق في منحدرات فولتا غراندي.
في منطقة شينغو العليا، كانت المناظر الطبيعية البشرية قبل الكولومبي منظمة ذاتيًا للغاية، بما في ذلك رواسب الأراضي الزراعية الخصبة تيرا بريتا، والتربة السوداء بالبرتغالية، مع شبكة من الطرق والسياسات التي يغطي كل منها حوالي 250 كيلومترًا مربعًا.
بالقرب من منبع نهر شينغو يوجد نهر كولوين، وهو رافد بطول 600 كيلومتر (370 ميل).

## في الثقافة الشعبية
- الاسم هو عنوان قصة قصيرة فكاهية لإديث وارتون من عام 1911.

- يتم بيع بيرة منتجة بالقرب من النهر في السوق الدولية تحت اسم «Xingu».

- شينغو هو فيلم برازيلي لعام 2011، من إخراج المخرج البرازيلي كاو همبرغر.

- إمبراير شينغو هو تصميم لطائرة ذات محركين تم تصنيعها في السبعينيات من قبل شركة إمبراير البرازيلية.

## أفلام
- نهر شينغو (2012)  في قاعدة بيانات الأفلام على الإنترنت (بالإنجليزية)